# HIV와 남성과 성교하는 남성
인간면역결핍 바이러스(HIV)에 대한 보고가 1980년대에 미국에서 나타나기 시작한 이래로, HIV 전염병은 역학자와 의료 전문가에게 의해 남성과 성관계(MSM)를 하는 동성애자, 양성애자 및 기타 남성과 자주 연관되어 왔다. 이 바이러스에 대한 최초의 공식적인 보고서는 1981년 6월 5일 질병 통제 센터(CDC)에서 발표되었으며 심각한 감염으로 입원한 5명의 젊은 남성 동성애자 사례를 자세히 다루고 있다. 한달 후 뉴욕 타임즈는 41명의 동성애자가 카포시육종 진단을 받았고, 그 중 8명은 진단이 내려진 지 24개월 이내에 사망했다고 보도했다. 1982년까지 의료계에서는 이 질환을 남성 동성애자 관련 면역 결핍(Gay-related immune deficiency, GRID), "게이 암" 및 "게이 타협 증후군"으로 불렀다. 1982년 7월에 후천성 면역 결핍 증후군 (AIDS)라는 용어가 GRID를 대체하도록 제안 되었다. 그리고 9월이 되어서야 CDC가 공식 보고서에서 처음으로 AIDS란 용어를 사용하였다.
이제 HIV는 동성애자 커뮤니티에 영향을 미칠 뿐만 아니라, 성별, 미족성 또는 성적 취향에 관계 없이 누구에게나 감염될 수 있다는 사실이 잘 알려져 있다. 그러나 전 세계적으로 MSM은 여전히 HIV 감염률이 높고 HIV바이러스에 감염 될 위험이 높은 주요 인구 집단으로 간주되고 있다. MSM은 미국 인구의 극히 일부에 불과하지만 HIV/AIDS바이러스에 가장 많이 영향을 받는 인구 집단이며, AIDS로 사망하는 미국 시민의 가장 큰 비율을 차지한다. UN의 추정에 따르면 MSM의 2%에서 20%는, 그들이 사는 지역에 따라 HIV에 영향을 받았다고 한다.

## 행동 범주로서의 MSM
남성과 성관계를 갖는 남성(약칭, MSM)은 자신의 개인적 정체성에 관계 없이 동성과 성행위를 하는 남성이다. 많은 MSM은 게이 또는 양성애자로 구별되지 않을 수 있다. 마찬가지로 게이 또는 양성애자로 식별되지만, 게이 청소년들을 포함한 다른 남자와 성관계를 가진 적은 없는 남성들은 해당되지 않는다.
MSM과 여성과 성관계를 가진 여성(WSW)이라는 용어는 적어도 1990년부터 의학 학문에 사용되어 왔다. 그러나 이 용어는 Glick등이 1994년 연구에서 사용한 용어로 의학 용어로서의 개념으로 굳혀 버렸기 때문에 계속 사용하게 되었다. MSM은 의학 문헌 및 사회 연구에서 자주 사용된다. 왜냐하면 질병 위험 연구를 위해서는, 신원 기반 범주("동성애자", "양성애자" 또는 이성애자"같은)보다 MSM이 더 알맞은 행동 범주를 제공하기 때문이다.

### 인구통계
전 세계적으로 다른 남자와 성관계를 한 적이 있는 남성의 수를 결정하는 것은 어렵다. 세계 보건 기구(WHO)는 남성의 3%이상~최고 16%가 남성과 한 번 이상 성관계를 가졌다고 추정한다. 그들의 추정에는 정기적으로 또는 자발적으로 남성과 성관계를 갖는 남성 외에도 성적 학대의 피해자가 포함되어 있다. 유엔은 세계 남성의 6~20%가 일생 동안 어느 시점에서 다른 남성과 성관계를 한 것으로 추정하고 있다. MSM의 전 세계 인구를 추정하기 위해 소셜 미디어 플랫폼을 사용한 최근의 연구 결과, UNAIDS가 추정한 것보다 훨씬 높은 추정치가 나왔다.
미국 MSM인구에 대한 추정치는 다양하다. 질병 통제 센터는 남성가 성관계를 갖는 남성이 미국 인구의 약 2%를 차지한다고 추정한다. 2005년 연구에 따르면 15세에서 44세 사이의 미국 남성 중 약 6%가 인생의 어느 시점에서 다른 남성과 구강 또는 항문 성교를 했으며, 약 2.9%는 지난 12개월 동안 적어도 한 명의 남성 파트너를 가졌다고 본다. 2007년 연구에 따르면 미국에서 남성과 성관계(MSM)를 하는 남성은 710만명으로 전체 인구의 6.4%였다. 이들 중 71%는 백인, 15.9%는 히스패닉, 8.9%는 흑인이다. MSM이었던 남성의 비율은 주마다 다르며, 사우스 다코타에서 가장 낮은 비율인 3.3%, 컬럼비아 특별구에서 가장 높은 비율인 13.2%를 보였다. 그러나 동일한 연구에 따르면 남성과 성관계를 가진 남성의 57%가 양성애자 또는 이성애자임이 확인되었다. 2010년 연구에 따르면 지난해 2.6%가 동성 성관계 행동을 한 적이 있고, 지난 5년간 동안은 4.0%, 일생 동안은 7.0%가 동성 성관계 행동을 한 것으로 추정되었다.

## 위험 요소
UNAIDS에 따르면, 2018년 MSM은 모든 성인 남성에 비해 HIV에 걸릴 위험이 22배가 더 높은 것으로 나타났다.
두 가지 대규모 인구 조사를 분석한 2007년의 연구에서는 "게이의 대다수는 이성애자인 남녀와 비슷한 수의 보호되지 않은 성 파트너가 있다"는 것이 밝혀졌다. 그러나 2006년 연구에 따르면 4명 이상의 남성 성적 파트너가 있는 남성은 HIV감염의 위험이 증가한다고 했다. 성관계 전에 암페타민이나 과음을 보고한 연구 참가자들은 HIV나 다른 성병에 감염될 가능성이 더 높았다.
Kaiser Family Foundation 연구에 따르면, 10년 전과 비교하여 오늘날 HIV를 최우선 순위로 보는 미국인은 적다고 한다. 1996년에 미국인의 25%가 HIV를 지역 사회의 "긴급 문제"로 간주했지만, 2009년에는 17%만이 HIV를 "긴급"문제라고 인식했다. 미국의 6개 주요 도시에서 실시된 한 연구에 따르면, 개인적으로 바이러스 감염 되는 것에 대해 우려하는 18세에서 29세 사이의 비율은 1995년 28%에서 2009년 17%로 떨어졌다. 남성과 성관계를 가진 10대 남성 4명 중 1명만이 자신이 HIV바이러스에 걸릴 위험이 있다고 생각하는 것으로 나타났다.

### 보호되지 않은 항문 성교
HIV바이러스는 보호되지 않은 질 성교를 통해서보다, 보호되지 않는 항문 성교를 통해 더 쉽게 전염되며 보호되지 않는 수용성 항문 성교를 보고한 남성은 HIV바이러스에 감염될 위험이 증가한다. 일반적으로 수용적인 파트너는 직장 내벽이 얇고 정자 교환을 통해 바이러스가 체내에 유입될수 있기 때문에 HIV바이러스에 걸릴 위험이 더 높다. STI가 요도나 작은 상처, 찰과성 또는 음경의 벌어진 상처를 통해 들어올 수 있기 때문에 삽입 파트너 또한 위험에 처해져 있다. 또한, 콘돔은 질 성관계보다 항문 성관계 중에 깨질 가능성이 더 높다. 그러므로 콘돔을 사용하더라도 항문 성관계는 위험할 수 있다. 2004년 HIV양성 남성에 대한 연구 따르면 작년에 무방비로 항문 성교(UAI)를 한 남성들이 바이러스에 감염될 위험이 있다는 것을 발견했다. 이 연구는 UAI에 종사한 남성의 수가 1996년 30%에서 2000년 42%로 증가한 것을 밝혔다. 1996년에서 1997년 사이 UAI에 참여한 모든 남성의 거의 절반이 파트너의 HIV상태를 모른다고 답했다. 연구에 따르면 HIV감염의 위험 요인은 지난 12개월 동안 남성과의 항문 성교, 불안정한 주택, 아질산 알킬(포퍼) 흡입이라고 한다. HIV로 진단된 MSM사이의 보호되지 않는 항문 성교의 유병률에 대한 2009년 연구에 따르면 대부분의 남성이 성관계 중에 파트너를 보호했지만, 상당수의 남성들은 자신과 다르남성들을 HIV감염 위험에 빠트리는 성적 행동에 계속 관여하고 있다는 것을 발견했다.

### 콘돔 피로
HIV전염율은 1990년대 내내 떨어졌지만, 10년동안의 말기에는 정체기에 도달했다. 미국, 캐나다 및 영국의 주요 도시에서 성병 비율이 증가함하는 것은 게이 및 주류 언론에서 콘돔 피로와 "AIDS 낙관론"을 안전한 성관습에서 새로운 "나태함"의 원인으로 보도했다. 이것은 시간이 지남에 따라 콘돔을 덜 사용하는 커플들의 경향에 대한 연구에 의해 뒷받침 되었다. 2010년 연구는 동성애자와 양성애자가 다양한 이유로 무방비 성관계를 선택하며 일반화 할 수 없다는 것을 발견했다. 발기부전, 정신건강 문제, 우울증, 의사소통이나 친밀감 부족, 무방시 상태의 성문화 등이 남성들이 자발적으로 콘돔없이 성관계를 가지는 원인으로 뽑혔다.

## 예방
1980년대 후반에 HIV/AIDS환자를 위한 최초의 직접적인 지지그룹이 만들어졌다. 특히, 항레트로바이러스 약물 AZT의 여파로 뉴욕 레즈비언, 게이, 양성애자, 트랜스젠더 커뮤니티 센터에서 결성된 " 강력 발병 에이즈 연합(ACTUP)"은 저렴한 가격, 에이즈 관련 공교육, 차별 금지를 호소했다.
UNAIDS(The Joint United Nations Program on HIV/AIDS)는 2005년에 전 세계 특정 지역의 MSM인구에서 HIV바이러스의 확산을 완화하기 위한 구체적인 정책 솔루션을 제공하는 논문을 발표했다. 그들은 전염을 예방하고 감염된 사람들이 치료를 받도록 장려하는 글로벌 장벽으로 성적 정체성에 대한 지식과 오명에 대한 심오한 부족을 지적했다.
UNAIDS 프로그램은 남아프리카 정부가 동성애에 대한 사회적인 낙인을 줄이고 수성 윤활유 사용을 장려하기 위해 성 양성 정책을 시행할 것을 권장했다. 특히 모로코에서는 이 프로그램이 교도소 내 콘돔 배포를 장려했다. 최근 몇 년 동안 중국 정부는 유권자의 성정체성을 인식하기 시작했다. UNAIDS에 따르면 정부는 남성과 HIV간 성 건강 문제를 인식하는데 상당한 진전을 이루었다. 라틴 아메리카에서는 농촌 지역에서 일하는 것이 모든 사람들에게 의료 서비스를 제공하는데 중요하다. 유엔은 또한 라틴 아메리카에서 가장 취약한 LGBT그룹에 초점을 맞추고 있다. 자메이카에서는 전 세계 많은 국가에서와 마찬가지로 동성애가 금지되어 있다. 이것이 MSM커뮤니티가 HIV예방에 대한 고유한 과제이다. UN은 봉사하는 사람들의 익명성을 보장하면서 자메이카에서 지역 사회 기반 전략을 구현하려고 노력하고 있다. 노르웨이에서 UNAIDS는 성병이 치료되지 않는 MSM의 수가 증가한 것을 기록했으며 게이 커뮤니티에서 콘돔 사용을 장려하는데 주력하고 있다. 글로벌 무대에서 캐나다의 자유롭고 진보적인 명성에도 불구하고 HIV에 대한 낙인은 계속해서 게이 커뮤니티와 관련이 있다. 유엔은 미국이 성교육을 기본적인 인권으로 인정할 필요가 있다고 믿는다. 또한 미국의 MSM에 대한 더 나은 연구는 HIV예방 및 치료 프로그램에 대한 자금 지원에 긍정적인 영향을 끼칠 것이다.
연구에 따르면 개발 도상국에서 질 살균제에 대한 큰 시장이 있지만 직장 살균제는 낙인이 찍히고 연구가 덜 한 것으로 나타났다. 살균제가 보호되지 않은 항문 성교의 위험으로부터 보호하는데 효과적이라는 것이 아직입증되지 않았지만 옹호자들은 콘돔 사용이 너무 적기 때문에 더 많은 연구 자금이 필요하다고 생각한다. 그러나 낙인과 동성애 공포증은 잠재적으로 이 제품을 구매하는 사람들에게 장벽이 될 수 있다. 저자들은 이것이 HIV유병률이 높은 카브리해에서 특히 우려되지만 동성애는 여전히 불법이며 높은 낙인을 찍고 있다고 지적한다.

### 테스트에 대한 접근
UNAIDS는 혈청학적 검사(HIV상태에 따른 파트너 선택)이 미국에서 파트너 선택 및 전염에서 점점 더 보편화 되고 있다고 지적한다. 2008년 CDC연구에 따르면 미국 주요 도시의 MSM 5분의 1(19%)이 HIV에 감염되었고 거의 절반(44%)이 감염 사실을 알지못했다. HIV에 걸린 많은 사람들은 감염 과정이 늦어질 때까지 치료를 받지 않았다. (약 42%가 질병의 징후를 보일 때까지 치료를 받지 않음.) 더욱이 HIV검사를 받은 상당수의 사람들이 검사 결과를 알기위해 되돌아 오지 않는다.연구는 2003년부터 의료 시설 밖에서 HIV검사를 실시하는 것에 자금과 도입을 지지했다. 파트너 상담 및 의뢰 서비스(PCRS) 연구에서 테스트를 받은 파트너 중 8-39%가 이전에 진단되지 않은 HIV 감염을 가지고 있는 것으로 밝혀졌기 때문에 가정 테스트는 특히 중요하다.
2012년 10월 최초의 신속한 가정용 HIV 검사 키트인 OraQuick은 40 달러에 판매되었다. 이 검사는 HIV 음성인 사람들의 음성 결과를 예측할 때 거의 100% 정확하다. 그러나 아직 항체가 생기지 않은 HIV 양성인 경우, 93%의 사례에서 위음성 결과를 나타낸다. 제조업체 OraSure Technologies는 파트너 선택에 사용하기 위해 테스트를 광고하지 않지만 전문가들은 거짓말을 하거나 HIV 상태를 알지 못하는 파트너와의 무방비 성관계를 막을 수 없다고 제안한다.
최근 연구에서는 OraQuick 테스트가 보호되지 않은 성관계를 자주하는 27명의 자기 식별 동성애자 남성의 행동을 측정하는 방법을 조사했다. 연구진은 각 참가자에게 3개월 동안 16개의 테스트를 실시했다. 101명의 잠재적 파트너가 테스트되었으며 그중 10개는 양성으로 테스트되었다. 참가자 중 어느 누구도 양성 반응을 보인 사람과 성관계를 갖지 않았다. 23명의 다른 잠재적 파트너는 테스트를 거부하고 만남을 떠났다. 2명의 남성이 HIV 양성이라고 인정했다. 대부분의 참가자는 연구가 완료된 후에도 잠재적인 파트너를 자가 테스트하기 위해 가정 테스트를 계속 사용할 것이라고 말했다. 그러나 40달러의 테스트 비용은 일상적인 파트너 테스트의 주요 제한 요소로 간주된다.

## 국가별 예상 HIV감염률 목록
면책 조항 : HIV 유병률 추정치는 정확하지 않을 수 있다. 예를 들어 UNAIDS는 호주 MSM 중 HIV 비율이 18.1% 라고 보고했지만 호주 AIDS 연맹에 따르면 실제 비율은 7.3%였다. 이는 UNAIDS가 HIV에 걸릴 위험이 더 높은 남성의 편의 표본에 의존하여 MSM 인구에 대한 정확한 표현을 포착하지 못했기 때문이다.
| 나라                 | MSM HIV 유병률 추정치(%) |
| -------------------- | ------------------------ |
| 모리타니             | 53.6                     |
| 세네갈               | 27.6                     |
| 카메룬               | 20.6                     |
| 레소토               | 32.9                     |
| 자메이카             | 29.8                     |
| 트리니다드토바고     | 26.6                     |
| 세인트빈센트그레나딘 | 10                       |
| 레바논               | 12                       |
| 남아프리카공화국     | 18.1                     |
| 콩고                 | 41.2                     |
| 인도네시아           | 25.8                     |
| 중앙아프리카공화국   | 6.1                      |
| 볼리비아             | 25.4                     |
| 나이지리아           | 23.0                     |
| 라이베리아           | 19.8                     |
| 바하마               | 19.6                     |
| 오스트레일리아       | 7.3                      |
| 루마니아             | 18.2                     |
| 케냐                 | 18.2                     |
| 아이티               | 12.9                     |
| 프랑스               | 14.0                     |
| 탄자니아             | 8.4                      |
| 니제르               | 11.5                     |
| 가나                 | 18                       |
| 멕시코               | 12.6                     |
| 말라위               | 7.0                      |
| 모리셔스             | 17.2                     |
| 콜롬비아             | 17.0                     |
| 파라과이             | 20.7                     |
| 페루                 | 3.0                      |
| 네덜란드             | 15.0                     |
| 카보베르데           | 15.0                     |
| 마다가스카르         | 14.9                     |
| 캐나다               | 6.7                      |
| 미국                 | 14.5                     |
| 바베이도스           | 2.8                      |
| 시에라리온           | 14.0                     |
| 벨리즈               | 13.9                     |
| 몽골                 | 9.2                      |
| 말리                 | 13.7                     |
| 에콰도르             | 16.5                     |
| 우간다               | 13.2                     |
| 세이셸               | 13.2                     |
| 보츠와나             | 14.8                     |
| 파나마               | 6.7                      |
| 토고                 | 22.0                     |
| 그리스               | 12.7                     |
| 코스타리카           | 15.4                     |
| 에스와티니           | 12.6                     |
| 몬테네그로           | 12.5                     |
| 벨기에               | 12.3                     |
| 온두라스             | 8.4                      |
| 아르헨티나           | 15.7                     |
| 스페인               | 11.3                     |
| 스위스               | 8.0                      |
| 코트디부아르         | 12.3                     |
| 싱가포르             | 2.2                      |
| 브라질               | 18.3                     |
| 엘살바도르           | 12.0                     |
| 우루과이             | 8.5                      |
| 타이                 | 11.9                     |
| 튀니지               | 9.1                      |
| 말레이시아           | 21.6                     |
| 니카라과             | 8.6                      |
| 우크라이나           | 7.5                      |
| 세르비아             | 8.3                      |
| 베트남               | 8.2                      |
| 과테말라             | 8.0                      |
| 라트비아             | 7.8                      |
| 아일랜드             | 7.8                      |
| 중국                 | 7.75                     |
| 요르단               | 7.5                      |
| 포르투갈             | 7.2                      |
| 폴란드               | 7.2                      |
| 도미니카공화국       | 7.1                      |
| 베냉                 | 7.1                      |
| 이탈리아             | 6.7                      |
| 뉴질랜드             | 6.5                      |
| 미얀마               | 6.4                      |
| 키르기스스탄         | 6.3                      |
| 이집트               | 6.2                      |
| 독일                 | 6.0                      |
| 예멘                 | 5.9                      |
| 리투아니아           | 5.9                      |
| 몰도바               | 5.7                      |
| 모로코               | 5.7                      |
| 벨라루스             | 5.7                      |
| 필리핀               | 4.9                      |
| 가이아나             | 4.9                      |
| 일본                 | 4.8                      |
| 체코                 | 4.8                      |
| 부룬디               | 4.8                      |
| 인도                 | 4.3                      |
| 알제리               | 4.3                      |
| 헝가리               | 4.1                      |
| 스웨덴               | 4.0                      |
| 슬로베니아           | 4.0                      |
| 부르키나파소         | 3.6                      |
| 우즈베키스탄         | 3.3                      |
| 콩고민주공화국       | 3.3                      |
| 카자흐스탄           | 3.2                      |
| 리비아               | 3.1                      |
| 대한민국             | 3.0                      |
| 타지키스탄           | 2.7                      |
| 크로아티아           | 2.7                      |
| 영국                 | 7.7                      |
| 앤티가 바부다        | 2.5                      |
| 네팔                 | 2.4                      |
| 캄보디아             | 2.3                      |
| 아제르바이잔         | 2.2                      |
| 북마케도니아         | 1.9                      |
| 쿠바                 | 1.8                      |
| 라오스               | 1.6                      |
| 스리랑카             | 1.5                      |
| 수단                 | 1.4                      |
| 동티모르             | 1.3                      |
| 세인트키츠 네비스    | 1.3                      |
| 보스니아헤르체고비나 | 1.1                      |
| 아르메니아           | 0.8                      |
| 피지                 | 0.5                      |
| 알바니아             | 0.5                      |
| 아프가니스탄         | 0.5                      |
| 핀란드               | 0.4                      |
| 방글라데시           | 0.2                      |
| 파키스탄             | 0.1                      |

## 미국의 HIV감염률
HIV 바이러스는 인간의 면역 체계에 영향을 미치며 치료하지 않고 방치하면 결국 후천성 면역 결핍 증후군 (AIDS)으로 이어질 수 있다.
CDC는 2009년에 남성간 성관계를 하는 남성(MSM)이 미국의 모든 새로운 HIV 감염의 61%를 차지했으며 약물 주입 이력이 있는 사람들이 새로운 감염의 또 다른 3 %를 차지했다고 보고했다. 약 784,701명의 HIV 감염자 중 396,810명 (51%)이 MSM이었다. HIV에 걸린 MSM의 약 48%는 백인, 30 %는 흑인, 19 %는 히스패닉 또는 라틴계였다. MSM의 대부분이 백인이지만 2008년에 새로 발생한 HIV 관련 MSM 감염의 54 %는 비백인이다.
2010년에 CDC는 MSM이 미국 남성 인구의 약 4 %를 차지한다고 보고했지만, 남성 간의 성관계는 남성의 새로운 HIV 감염의 78%, 모든 새로운 감염의 63%를 차지한다. 전체적으로 남성은 2010년 말 미국에서 HIV 감염에 걸린 모든 성인 및 청소년의 76 %를 차지하고 약 47,500 건의 새로운 HIV 감염 중 80%(38,000)를 차지했다. HIV 감염 남성의 69%는 동성애자, 양성애자 및 남성과 성관계를 가진 다른 남성이었다. 미국 남성의 새로운 HIV 감염의 39% (14,700)는 흑인, 35%(13,200)는 백인, 22% (8,500)는 히스패닉 / 라틴이다. 흑인 남성 (10 만 명당)은 2010년 기준으로 백인 남성 (15.8)보다 6 배 이상 높은 103.6 ~ 6 배, 히스패닉 / 라티노 남성 (45.5)보다 두 배 이상 높은 것으로 추정된다.
CDC(2015년)는 남성 및 양성애자 남성이 HIV 진단의 82%(1242,000명의 성인 및 청소년 중 26,375명), 모든 진단의 67%를 차지했으며, HIV 진단의 6%(2,392명)는 남성에게 주입 약물 사용(IDU)하고 또 다른 3%(1,202명)는 남성과 남성간 성접촉에 기인했다고 보고했다. 모든 HIV 진단의 24%(9,339명)를 성적 접촉이 차지했다.
2015년 미국에서 AIDS로 분류된 모든 동성애자 및 양성애자 남성 중에서 아프리카계 미국인이 가장 높은 수(3,928; 39%)를 차지했고, 백인(3,096; 31%)과 히스패닉/라티노(2,430; 24%)가 그 뒤를 이었다. 2014년 말, 동성애자와 양성애자 남성 508,676명이 HIV 감염 진단을 받고 살고 있다(미국의 53%가 HIV 진단을 받고 살고 있었음). HIV 진단을 받은 동성애자와 양성애자 남성 중 157,758명(31%)은 아프리카계 미국인, 212,558명(42%)은 백인, 109,857명(22%)은 히스패닉/라티노였다. 2005년부터 2014년까지 아프리카계 미국인 게이 및 양성애자 남성의 진단율은 22% 증가했지만 2010년부터 2014년까지의 기간에서는 1% 미만만이 증가했다. 13세에서 24세 사이의 아프리카계 미국인 게이 및 양성애자 남성 사이의 HIV 진단은 2005년과 2014년 사이에 87% 증가했지만, 2010년과 2014년 사이에는 2% 감소했다.
2010년 연구는 100,000 MSM 당, 692명이 HIV 진단을 받을 것이라고 추정했다. 이것은 MSM이 다른 남자들보다 60배, 그리고 여자들보다 54배 더 바이러스에 감염될 가능성을 높인다.
1993-1994년에 HIV로 인한 사망률은 9가지 주요 사망 원인보다 떨어졌지만 2013년 현재 25-44명, 특히 남성, 아프리카계 미국인 및 남부 지역에서 HIV가 10대 주요 사망 원인 중 하나가 되고 있다.
또한 HIV 사망률과 관련하여, 영국의 연구는 2008년에 15-59세의 HIV 진단 인구에서 전체 사망률이 일반 인구보다 5배 이상 높게 유지되었다고 보고했다. 하지만, 연구는 동성애자와 양성애자 남성들뿐만 아니라 다른 인구들 사이의 사망률에 대한 HIV/AIDS의 영향에 대한 데이터를 인정하기 때문에, 매우 제한적이고, 이것을 사용하는 방법은 문제가 있다.